# Мейер, Бьорн
Бьорн То́мас Ме́йер (нидерл. Bjorn Thomas Meijer; род. 18 марта 2003, Гронинген) — нидерландский футболист, защитник бельгийского клуба «Брюгге».

## Клубная карьера
Мейер — воспитанник клуба «Гронинген». 16 мая 2021 года в матче против ПЕК Зволле он дебютировал в Эредивизи. 26 февраля 2022 года в поединке против «Виллема II» Бьорн забил свой первый гол за «Гронинген».
19 апреля 2022 года подписал четырёхлетний контракт с бельгийским «Брюгге».

## Достижения

### «Брюгге»
- Чемпион Бельгии: 2023/24
- Обладатель Суперкубка Бельгии: 2022